# Donja Koritnica
Donja Koritnica (en serbe cyrillique : Доња Коритница) est un village de Serbie situé dans la municipalité de Bela Palanka, district de Pirot. Au recensement de 2011, il comptait 160 habitants.

## Démographie
| 1948 | 1953 | 1961 | 1971 | 1981 | 1991 | 2002 | 2011 |
| ---- | ---- | ---- | ---- | ---- | ---- | ---- | ---- |
| 898  | 862  | 682  | 556  | 401  | 298  | 216  | 160  |

|  |